# Cendre
Pour les articles homonymes, voir Cendre (homonymie) et Cendres.

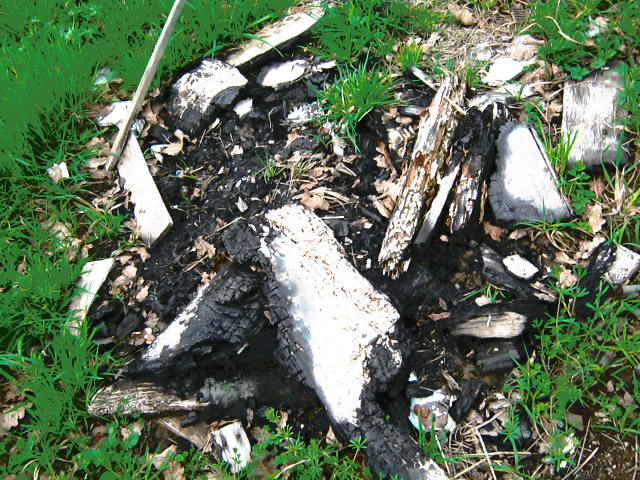
Poutres de bois partiellement réduites en charbon de bois et en cendres.

La cendre est un résidu principalement basique de la combustion, de l'incinération, de la pyrolyse de diverses matières organiques et minérales, et par extension de produits tels que le charbon, le lignite, le coke ou de divers déchets brûlés dans les incinérateurs, en plein air ou dans les cheminées ou fours.

## Singulier ou pluriel
Ce substantif féminin s'emploie au pluriel, mais aussi, quoique plus rarement, au singulier.

### Chimie, technique et technologie
Le pluriel semble l'emporter pour indiquer un mélange de matières diverses et complexes.

### Liturgie catholique
La  forme plurielle l'emporte pour qualifier, par exemple, le rituel d'imposition des cendres sur le front des fidèles catholiques ; les résidus carbonés proviennent des rameaux bruts qu'ils avaient apportés le premier jour de Carême prenant, soit le mercredi des Cendres.

### Cérémonie civile funéraire

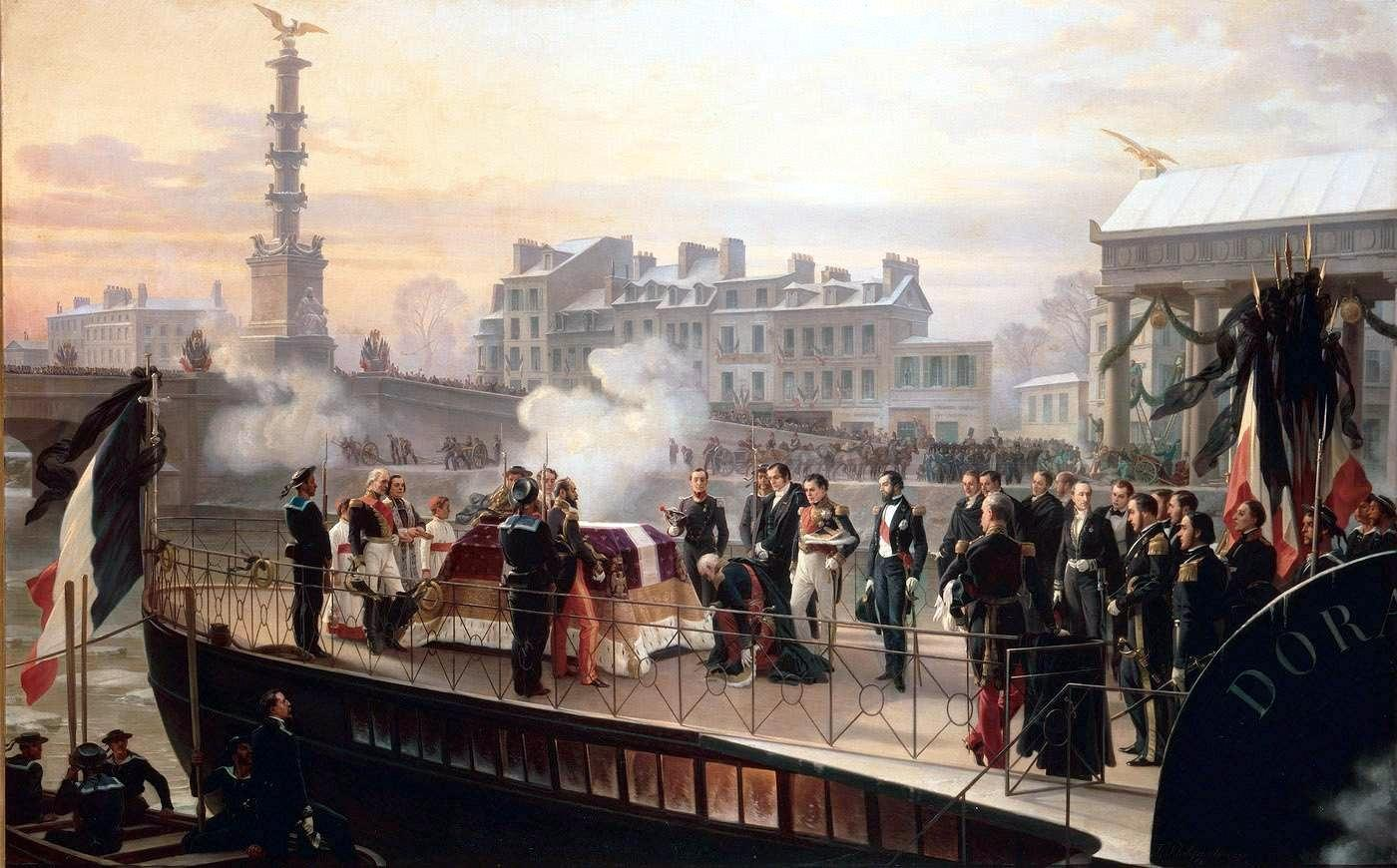
Retour des cendres de Napoléon en 1840 - arrivée à Courbevoie.

Les restes des morts incinérés ou non, comme l'appellation des grandes cérémonies civiles ou religieuses d'État, honorent les restes des illustres défunts et conservent la terminologie religieuse au pluriel. Ainsi les cendres de Napoléon ramenées triomphalement en France marquent-elles l'année 1840.

## Composition
La composition de la cendre varie selon le produit brûlé et selon son origine.

### Cendres ou taux de matières minérales
Les « cendres » ou « taux de matière minérale d'un produit » correspond au résidu minéral incombustible d'un produit à la suite de son incinération dans des conditions données et à une température comprise entre 600 et 900 degrés Celsius.
Elles permettent de caractériser nombre de produits végétaux ou non : une essence d'arbre, une farine, une peinture... Elles permettent d'évaluer leurs caractéristiques intrinsèques mais aussi de prévoir des comportements, des qualités et/ou de justifier des prix.

### Cendres de bois ou de matières végétales

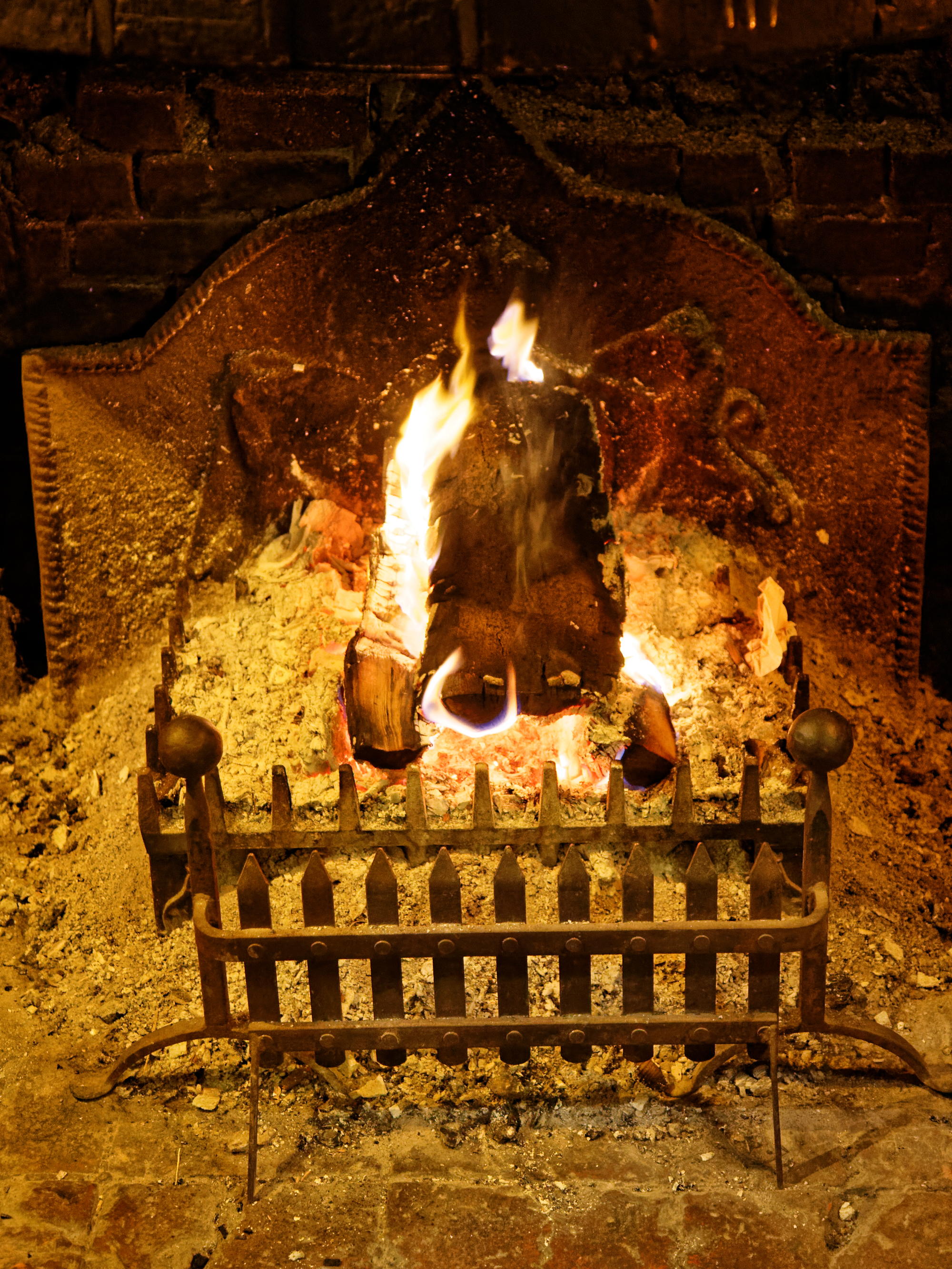
Cendres d'un feu de bois.

La composition des débris pulvérulents nommés cendre(s) varie selon de nombreux paramètres, qui sont essentiellement les espèces végétales brûlées, les parties des plantes (écorce, tronc, ou jeunes branches avec feuillage par exemple), la nature du sol, ainsi que la période de l'année durant laquelle ces plantes ont été récoltées. Les cendres obtenues selon le foyer ou le mode de combustion se distinguent fortement.
Les cendres de bois, outre les matières carbonées résiduelles (braises non consumées, charbons actifs imprégnés de particules carbonées, de goudrons ou de gaz divers...) contiennent beaucoup de calcium (entre 20 et 50 % sous forme d'oxyde de calcium, c'est-à-dire de chaux) et sont généralement riches en potasse alors que celles d'herbes, en particulier de graminées, ou simplement de paille, sont riches en silice,. La coloration des cendres est assurée par de petites proportions d'oxydes de fer, de manganèse... Ce sont des matières minérales, non organiques.
On peut considérer que les éléments métalliques oxydés qui constituent les cendres de bois sont en majorité basiques ou alcalins avec dans le cas des foyers de chaufferies-bois :
- 17 à 33 % de calcium (exprimé sous forme d'oxyde de calcium),
- 2 à 6 % de potasse (exprimée en oxyde de potassium),
- 2,5 à 4,6 % de magnésium (exprimé sous forme de MgO),
- 1 à 6 % de phosphore (exprimé sous forme de P2O5),
- 3 % au total d'oxydes tels que : oxyde de fer, oxyde de manganèse.

Les oxydes de calcium, de potassium et de sodium sont des bases fortes, c'est pourquoi le pH de la cendre est entre 10 et 13.
Les constituants acides : dioxyde de carbone, acide phosphorique, acide silicique, acide sulfurique sont peu présents, et, en présence des bases citées ci-dessus, se retrouvent généralement sous forme de sels, respectivement des carbonates, phosphates, des silicates et des sulfates.
À proprement parler, ce n'est que lors de la combustion des matières organiques que ces sels de calcium et de potassium pourraient donner respectivement la chaux et la potasse retrouvées dans les cendres. Mais en pratique on n'obtient de la chaux vive que par l'art raisonné du chaufournier et on extrait des cendres de la potasse ou de la soude impure, respectivement à base de carbonate de potassium (K2CO3) et de carbonate de sodium (Na2CO3).
D'autres substances telles que le soufre, le chlore, le fer ou le sodium n'apparaissent qu'en faibles quantités et d'autres encore ne se trouvent dans le bois qu'exceptionnellement comme l'aluminium, le zinc, le bore, etc. (selon notamment les oligo-éléments puisés dans le sol par les plantes qui ont été brûlées afin de produire ces cendres).
Une variation de la nature et de l'importance des matières minérales est observée suivant l'espèce de bois brûlé. Ainsi nous trouvons davantage de chlorures dans les résineux que dans les bois feuillus (7 fois plus dans l'épicéa que dans le chêne). Nous trouverons deux fois plus d'acide phosphorique dans le peuplier tremble que dans le chêne, et deux fois plus de magnésie dans l'orme que dans le pin sylvestre. Les comparaisons portent évidemment sur des bois ayant poussé dans les mêmes conditions.
La nature du sol a une influence considérable sur la composition chimique des cendres de végétaux. Ce fait est connu de la plus haute antiquité.
La nature et la quantité des matières minérales formant les cendres varient également avec les diverses parties de l'arbre. L'écorce en contient plus que le bois, les branches plus que le tronc et le tronc plus que les racines. Les sels de silicium et de calcium sont plus abondants dans l'écorce que dans le bois tandis que les sels de potassium prédominent dans le bois.
On a constaté aussi une variation suivant la saison d'abattage. Si l'on abat en été, on trouve une plus forte proportion de potasse et d'acide phosphorique, qui sont indicatrices d'une riche vascularisation par la sève. Ces derniers composants favorisant certains organismes de fermentation, le séchage naturel et la conservation de tels bois seront moins faciles et moins bonnes.
La cendre, résidu gris et farineux, possède des propriétés isolantes, c'est pourquoi les dépôts ou revêtements importants de cendres volantes perturbent les échanges de chaleur. Associées à l'eau chaude et à une matière grasse, les cendres en libérant leurs alcalis forment des lessives de cendres aux propriétés nettoyantes.

### Application aux farines
Les cendres ont une grande importance dans le domaine de l'agroalimentaire et notamment dans les industries de la filière céréalière (farines, blés, alimentation animale, coproduits…). En effet, prenons l'exemple du blé : le grain de blé est composé de divers éléments dont la teneur en cendres varie sensiblement, l'amande (plus de 80 % de la masse du grain)  possède seulement une vingtaine de pourcents de cendres tandis que le germe qui ne représente que 3 % de la masse du grain concentre lui 10 % des matières minérales totales. Ainsi, une analyse du taux de cendre d'une farine permet de s'assurer de la qualité de celle-ci et est un excellent moyen de lutte contre les fraudes à l'ajout d'éléments de moindre qualité à la farine.
Cependant, il faut garder une certaine distance avec ces analyses de taux de cendres car celui-ci peut également varier en fonction:
- Des conditions climatiques de culture du blé
- De la variabilité génétique entre les différentes espèces
- De facteurs d'ordre technologique

#### Courbe de cendres
En meunerie, afin d'étudier la qualité d'un grain et de ses farines, il est d'usage d'établir une courbe de cendres, cette courbe modélise la teneur moyenne en cendres de la matière sèche d'un produit en fonction du taux d'extraction. Cette courbe suit idéalement le modèle d'une fonction exponentielle et est obtenue à partir des différents taux de cendres, préalablement rangés par ordre croissant, des farines de passage ainsi que des pourcentages de farines obtenues en sorties des différents broyeurs, claqueurs et convertisseurs qui permettent la transformation des grains de blé en farine ).
Cette courbe permet de définir différents types de farines en fonction des cendres dans la matière sèche de celle-ci :
- le type T45 qui possède < 0,50 % de cendres sur matière sèche. Elle est généralement obtenue par extraction en éliminant les farines de passage ayant un taux de cendres trop élevé (facilement observable sur la courbe). La farine de type T45 est celle communément vendue en grandes surfaces pour la préparation des gâteaux et crêpes ;
- le type T55 qui possède un taux de cendres sur matière sèche de 0,50-0,60 %. Elle correspond à la farine entière c'est-à-dire à la somme de toutes les farines de passages obtenues lors de la mouture (dans le cas d'une mouture sur cylindre) ;
- le type T65 qui possède un taux de cendres sur matière sèche de 0,62-0,75 %. On l'obtient généralement en ajoutant les rejets de remoulages Bis et remoulages blancs à de la farine de type T55.

### Application aux peintures
Le taux de cendre permet de caractériser une peinture, une laque, un vernis, une lasure, une teinte, prévoir, modifier ou justifier certaines caractéristiques d'application, de tenue mais aussi de prix.
Tous sont composés de :
- solvants, de cosolvants, volatils (COV) ;
- liant (résine, polymères) ;
- des charges techniques (volume, consistance, pouvoir couvrant...) ;
- colorants organiques ;
- pigments minéraux ;
- additifs.

Le simple séchage permet d'évaluer la part des volatils. Le taux de cendre permet d'évaluer la part des charges et des colorants minéraux.

### Cendres d'incinération

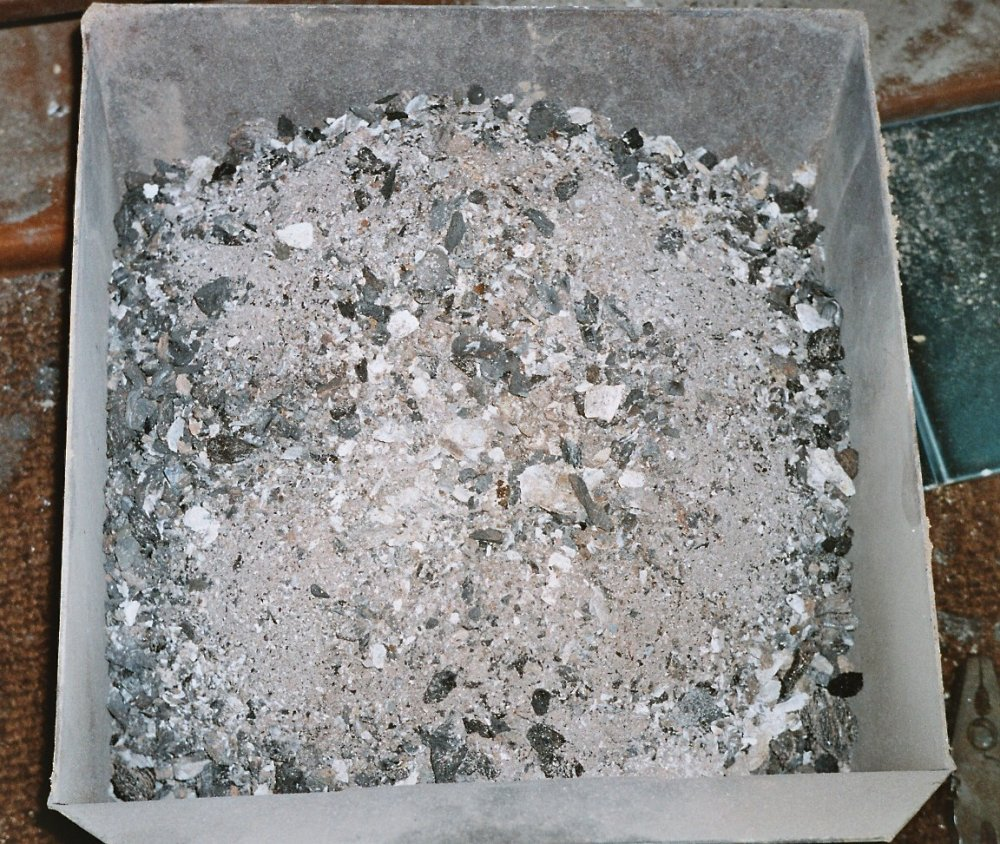
Cendres d'un chauffage au charbon

Les cendres et autres résidus d'incinération, ainsi que les carbocendres (cendres de charbon) issues des installations individuelles ou industrielles (incinérateurs, centrales thermiques..) contiennent souvent de nombreux produits toxiques (résidus carbonés, métaux lourds, organochlorés et traces de radionucléides...)[réf. nécessaire]. Ce sont des produits en partie chimiquement réactifs que l'on cherche à valoriser pour éviter leur coûteuse mise en décharge (décharge de classe 1 en France). Comme pour certaines boues d'épuration, une des possibilités de valorisation est de les inclure (en les inertant) dans des matériaux de construction compatibles avec leurs natures physicochimique et toxique.

## Utilisations

### Engrais et amendement
Les cendres sont depuis le Néolithique utilisées comme engrais pour leur richesse en sels minéraux, notamment en potasse et en oligo-éléments.[citation nécessaire] Elles constituent l'engrais de base des techniques ancestrales de brûlis, évoluant ultérieurement en écobuage et essartage. Les anciens possèdaient une connaissance déjà énorme des résultats nutritionnels des sortes de cendre. En particulier, pour les terres argileuses, l'usage de cendre telle quelle ou de charrée, cendre préalablement épuisée par l'eau étaient nécessaires.
Elles peuvent aussi être utilisées en amendement (une pelletée de cendres par mètre carré permet de recharger le sol en éléments minéraux). Les cendres de bois ont un grand pouvoir alcalinisant dû à leur contenu élevé en chaux et en potasse. Elles agissent rapidement sur le pH du sol, mais cet effet est de courte durée ; en revanche l'apport en oligoéléments contenus dans les cendres peut être nettement plus durable si les cultures ne sont pas trop intensives.
Elles doivent être incorporées au sol ou au compost au printemps, en fonction des besoins du sol et des cultures qui y seront établies. Une analyse de sol peut être effectuée en laboratoire afin de déterminer les amendements à y effectuer, sous forme d'engrais, de chaux agricole ou de cendres.
Les cendres permettent d'apporter de très nombreux minéraux nécessaires à la croissance des plantes, mais elles ne doivent pas constituer la seule source d'amendement du sol, puisqu'elles ne contiennent pas d'azote. Afin de travailler conformément à l'agriculture biologique, dans une parcelle sur laquelle des cendres ont été répandues, il est possible d'enrichir le sol en composés azotés grâce à l'enfouissement de matières organiques produites par des plantes légumineuses, comme la luzerne ou le trèfle, afin de planter l'année suivante des plantes aux forts besoins en azote.
Les cendres de bois sont très solubles et salines. Une quantité excessive de sels dans le sol inhibe la croissance des végétaux et cause souvent la mort des micro-organismes. De plus, par leur caractère très alcalin (comme la chaux), les cendres peuvent altérer fortement les parties des plantes avec lesquelles elles ont été mises en contact directement.
D’une manière générale sur un sol acide et sableux, il faut 4 tonnes de cendres (par apport) par hectare (0,4 kg/m2) pour rectifier le pH de 1 point et compenser la perte de calcium.
En terre calcaire, il vaut mieux éviter ou limiter l'apport à une pelletée de cendres pour 5 m2.
« Qui sème potasse récolte en masse » dit le dicton. En effet, la teneur en potasse de la cendre ne favorise pas la pousse des végétaux (c'est le rôle de l'azote) mais la rend plutôt bénéfique au développement des fleurs et des fruits tels que betteraves, haricots, pommes de terre, céréales, rosiers particulièrement gourmands en potasse.
À cause de la présence de calcium, il est préférable de ne pas employer la cendre sur les massifs de plantes acidophiles plantées en terre de bruyère ou sur les semis. Dans le doute, on peut la jeter à petite dose au compost, qu'elle enrichira (de trop fortes doses anéantiraient la vie bactérienne et fongique nécessaire à la maturation du compost).
L'application répétée de grandes quantités de cendres dont on ne connaît pas parfaitement l'origine (nature des produits brûlés ayant servi à les former) peut également entraîner une accumulation d'éléments toxiques (plomb, cadmium) dans le sol et nuire à l'assimilation des minéraux par les plantes. Il est donc recommandé d'utiliser cet amendement avec modération, surtout si vous ne savez pas ce qui a été brûlé pour donner ces cendres.
Autre usage au jardin biologique : lorsqu'on veut éloigner les limaces et escargots, on répand de la cendre aux endroits qu'elles fréquentent. Le caractère hygroscopique des cendres est en effet utilisé. Un cordon de cendres de 5 cm de large sur 2 cm de hauteur est préconisé autour des plantes sensibles. À renouveler en cas de pluie.
Les terres volcaniques sont réputées fertiles grâce aux cendres émises lors des éruptions : une plaie devient une manne pour ceux qui ont survécu.

### Lessive
Les cendres contiennent de la potasse, c'est pourquoi elles peuvent être utilisées pour fabriquer une lessive biodégradable. L'engouement pour les produits bio a suscité un regain d'intérêt pour la lessive à la cendre de bois. Le mot « lessive » vient d'ailleurs du latin lixivia qui désignait la solution à base de cendre servant à laver le linge. Cet usage a même donné lieu à une petite structure architecturale traditionnelle à l'ouest du Rhône : la bugadière.
La lessive à la cendre de bois a pour avantage d'être totalement gratuite, très simple à fabriquer, écologique et tout aussi efficace qu'une lessive standard.

### Dégel de chaussées
Leur couleur noire et leur teneur en sels et parfois en scories les a longtemps fait utiliser contre le verglas jusqu'à ce que le sel soit facilement disponible.

### Travaux publics
On utilise les cendres de combustion des centrales thermiques et incinérateurs de déchets ménagers dans la fabrication des bétons ou dans le traitement des graves, comme substitut partiel du ciment dans les bétons, avec ajout de chaux comme liant hydraulique des graves.

## Cendres polluantes
Les cendres d'incinération sont moins polluées que les refioms théoriquement envoyés en décharge, mais elles contiennent néanmoins des métaux lourds qui étaient présents dans le bois ou les déchets brûlés, diverses substances chimiques imbrûlées et aussi des polluants qui se sont formés par recomposition lors de l'incinération. Lors des épisodes de dysfonctionnement d'incinérateurs, la qualité des cendres peut fortement se dégrader,.
Les vapeurs issues des crématoriums peuvent également être polluées par des dioxines, mais aussi par des métaux lourds dont du mercure perdu par les plombages dentaires lors de la crémation.
Les cendres des centrales thermiques au charbon se sont accumulées en importants crassiers depuis le XIXe siècle (notamment dans le nord de la France). Ils ont été à l'origine d'envols de poussières et de particules fines dites « cendres volantes ».
En Amérique du Nord, le stockage a parfois lieu en bassin pour limiter les envols, mais non sans risque pour la nappe ou les eaux superficielles en cas de rupture de digue (ainsi le 22 décembre 2008, le bassin de stockage de cendres de la centrale électrique de Kingston (Tennessee) s'est rompu en libérant environ 4 millions de m3 de boues polluées par de l'arsenic, du mercure, du sélénium, du plomb et du radon radioactif) ; l’eau analysée près du site par l'EPA contenait des taux d'arsenic (cancérogène) dépassant de 100 fois le niveau acceptable.
En France, dans les années 1990 à 2000, les incinérateurs et la trentaine de centrales thermiques au charbon encore en service (4 % environ de la production électrique du pays, par 19 centrales à charbon en 2009) ont produit une grande quantité de cendre. Ces crassiers sont théoriquement suivis par les DRIREs (circulaire de 1996 relative aux cendres de charbon), maintenant incluses dans les DREALs, et par l'ADEME (pour les sites orphelins ou certains aspects liés à la pollution de l'air).
Le 5 avril 2000, le Centre national d'information indépendante sur les déchets (CNIID) a alerté sur un rapport du ministère de l'Environnement de 1997 reconnaissant une contamination des cendres d'incinérateurs par les dioxines.
En 2009, c'est une étude faite par J. Bonnemain, pour l'Autorité de sûreté nucléaire (ASN, qui rappelle à nouveau que les dépôts de cendres (souvent oubliés ou dispersés comme matériaux pour le BTP) contiennent souvent non seulement des dioxines, mais aussi du thorium ou de l'uranium radioactif qui ont été concentrés dans la cendre, et qui sont devenus mobiles et biodisponibles, car libérés du charbon par le processus de combustion. J. Bonnemain estime que ces dépôts devraient être sécurisés, surveillés, voire confinés, alors que beaucoup ont déjà été dispersés et que certains sont encore visités par des pratiquants de moto-cross, de VTT, par des promeneurs, des ramasseurs de champignons ou des chasseurs (dont le gibier peut alors être contaminé). L'étude rappelle aussi que les dépôts non protégés donnent lieu à des envols et une contamination environnementale par le ruissellement. La bioturbation par des animaux fouisseurs (lapins, taupes, et micromammifères, vers de terre ou même oiseaux qui peuvent y creuser leurs terriers : Exemple : l’hirondelle de rivage (Riparia riparia creuse son nid en forme de galerie de 60 cm environ de profondeur dans les micro-falaises de sable) ; une colonie de ces hirondelles s'était installée dans le crassier de l'ancienne centrale à charbon d'EDF à Pont-sur-Sambre, en bordure de la Sambre et d'une zone humide. Ces centrales sont souvent installées en bordure d'un canal ou d'un fleuve, ce qui facilite la pollution de l'eau par les envols de cendres ou le ruissellement.
Pour la réglementation française, ces dépôts sont des « installations connexes » des centrales thermiques, et doivent faire l'objet d'une simple déclaration. Ils sont gérés (ou devraient l'être) par l'opérateur de la centrale thermique, même après son arrêt). Le ministère chargé de l'écologie reconnait que « le suivi radiologique, notamment de la qualité des eaux environnantes au plan radiologique, est le chaînon manquant » pour l'évaluation environnementale et le suivi des impacts des cendres de charbon.
En France, le ministre de l'écologie a en 2009 demandé aux préfets de mettre en place des mesures de surveillance autour des sites de déchets radioactifs, incluant les dépôts de déchets à « radioactivité naturelle renforcée » (cendres, phosphogypse…). Ce premier état des lieux pourra orienter la stratégie de l'état concernant les risques liés aux cendres de charbon qui en 2009 étaient encore produites par centaines de milliers de tonnes annuelles, par 19 centrales au charbon (15 pour EDF et 4 pour la SNET) qui en France compensent les besoins que le nucléaire ne peut fournir en période de pointe. Une grande partie des dépôts français a été vendue ou offerte pour le BTP, (terrassement/remblais de tranchées ou d'aménagements routiers, inclusion dans le ciment ou béton, ou comme matériau de remblais pour diverses infrastructures routières ou ferroviaires (TGV Est par exemple). J. Bonnemains, auteur d'une étude faite pour l'ASN estime nécessaire un meilleur contrôle des cendres de charbon, qui nécessite selon lui par « la création d'une structure extérieure aux producteurs pour assurer un suivi longitudinal et contradictoire ».
Depuis le début des années 1980, les cendres d'incinérateurs ou de crassiers de centrales thermiques alimentent des polémiques parfois vives, notamment en raison de leurs teneurs en métaux lourds et dioxines. Selon Greenpeace, un incinérateur commercial, aux normes, de taille moyenne brûle 32 000 tonnes de déchets, dont certains contiennent inévitablement du plomb, du cadmium, de l'arsenic, du mercure et du chrome, émettant (vers l'an 2000) 92 tonnes de métaux dans l'air par an et produisant environ 304 tonnes par an de cendres et d'effluents liquides.
En France toujours, où l'incinération a été très développée, une circulaire de mai 1994 interdit leur utilisation « à moins de 30 m d'un cours d'eau », mais les cendres sont depuis cette date considérées comme globalement « valorisables » en travaux routiers ailleurs ou dans les cimenteries. Le décret n'imposant par ailleurs pas de précaution particulière aux engins de chantier. La couche de bitume est censée limiter le risque de lixiviation, mais de nombreuses routes sont périodiquement inondées ou en contact avec le plafond de la nappe phréatique. Le CNIID a par exemple reproché à l'incinérateur de Tronville d'avoir fourni de grandes quantités de cendres issues de déchets ménagers et hospitaliers à un « chantier-pilote » qui a ainsi contaminé des chemins forestiers. En Bretagne, l'incinérateur de Pluzunet a offert ses cendres à des agriculteurs pour en faire de l'engrais. Selon l'Observatoire régional des déchets d'Île-de-France, cette région a produit plusieurs centaines de milliers de tonnes de cendres, dont la majeure partie a été « recyclée » en fond de couche routière[réf. nécessaire]. Certains incinérateurs comme celui de Sète disposaient alors d'énormes crassiers de cendres dont une partie s'envole au vent ou est lessivée par les pluies. EDF a en 2006 estimé produire de 400 000 à 800 000 t/an de cendres (non compris celles de la Société nationale d'électricité et de thermique (SNET), qui exploite encore 4 centrales au charbon en France) et qu'il reste 9 millions de tonnes de stock issu des anciennes centrales à charbon françaises. De nombreuses industries (papeterie, cimenteries, verreries) ont aussi — jusqu'à la généralisation du gaz — utilisé du charbon et produit de grandes quantités de cendres dispersées dans l'environnement ou stockées dans d'anciennes décharges internes non surveillées. Le BRGM concluait en 2000 qu’« à l’exception des mâchefers d’incinération d’ordures ménagères, les données disponibles relatives à la caractérisation fine des résidus [de procédés thermiques] sont globalement insuffisantes, et les données relatives à leur altération météorique inexistantes ».

### Pollution naturelle des volcans
La pollution sous forme de nuage de cendres émise par certains volcans fait parfois plusieurs fois le tour de la terre, pouvant occasionner ponctuellement une baisse des températures à la surface du globe. On parle alors d'hiver volcanique qui est suivi d'une hausse de l'effet de serre par les changements dans la composition gazeuse de l'atmosphère. Il s'agit alors de quantités très importantes de cendres qui sont rejetées.

## Cultures et religions
- Dans les pays où la crémation des cadavres est pratiquée, divers rituels concernent les cendres des défunts, qui dans certaines tribus étaient par exemple pour parties mangées par la famille.
- S'enduire les cheveux ou la peau de cendres en signe de deuil ou pour d'autres raisons semble avoir été un rituel commun.
- Les catholiques appellent le premier jour du carême le mercredi des Cendres. Il suit le mardi gras et il est 40 jours avant Pâques. Ce jour est jeûné et comporte une cérémonie au cours de laquelle le prêtre trace sur le front de chaque fidèle une croix avec de la cendre.

## Expressions populaires
- Réduire en cendre(s) : brûler complètement
- Le feu aura laissé la cendre : cet adage postule l'existence de traces, de reliquats, de débris ou de résidus en toutes choses, et implique que l'enquête peut toujours être conduite alors qu'il semble apparemment que tous les indices sont désormais consumés ou perdus.
- Renaître de ses cendres (comme le Phénix) : formule imagée pour « reprendre vie », souvent associée à une allusion à un culte phénicien de vie ou renaissance éternelle, connu par la mythologie gréco-romaine via l'oiseau de feu.